# 費爾維尤 (堪薩斯州)
費爾維尤（英語：Fairview）為美国堪薩斯州布朗縣的城市。2010年美國人口普查中該城市人口有260人。

## 歷史
費爾維尤於1872年設立。此地因風景優美而命名為Fairview（意指美景）。

## 地理
費爾維尤坐落在北緯39度50分24秒、西經95度43分39秒（亦可表示成39.839885°，-95.727369°）處。根據美国人口调查局的資料，此城市總面積0.37平方英里（0.96平方），全境為陸地。

## 人口統計
| 调查年                | 人口 | 备注  | %±     |
| --------------------- | ---- | ----- | ------ |
| 1900                  | 395  |       | —      |
| 1910                  | 386  |       | −2.3%  |
| 1920                  | 386  |       | 0.0%   |
| 1930                  | 367  |       | −4.9%  |
| 1940                  | 333  |       | −9.3%  |
| 1950                  | 336  |       | 0.9%   |
| 1960                  | 272  |       | −19.0% |
| 1970                  | 283  |       | 4.0%   |
| 1980                  | 258  |       | −8.8%  |
| 1990                  | 306  |       | 18.6%  |
| 2000                  | 271  |       | −11.4% |
| 2010                  | 260  |       | −4.1%  |
| 2014年估计            | 255  | [ 9 ] | −1.9%  |
| U.S. Decennial Census |      |       |        |

### 2010年人口普查
2010年人口普查中，此城市人口有260人，戶數130戶，71個家庭。人口密度為271.3人/每平方公里（702.7人/平方英里）。此城市有146棟住宅，平均每平方公里有152.4棟住宅。此城市居民之種族有93.8%為白人；1.9%為非裔美洲人；0.4%為美洲原住民；3.8%為混血種族。而西班牙裔或拉丁裔美洲人佔此城市人口的0.8%。
此城市之戶籍數計有130戶。其中擁有18歲以下孩童的住戶佔16.9%；已婚夫婦且同居的住戶佔45.4%，無婚姻女性住戶佔9.2%；無家庭的住戶佔45.4%。獨居住戶佔全戶之39.2%，其中住戶為65歲或以上之獨居老人佔15.4%。住戶平均人數為2.00人，家庭平均人數則是2.69人。
此城市居民之年齡中位數為51.3歲。居民以年齡層分類來看，18歲以下者佔17.3%；18歲至24歲者佔5.3%；25歲至44歲者佔16.1%；45歲至64歲者佔36.1%；65歲或以上者則佔25%。男性佔全市人口之49.6%，女性則佔全市人口之50.4%。

### 2000年人口普查
2000年人口普查中，此城市人口有271人，戶數132戶，71個家庭。人口密度為348.8人/每平方公里（912.0人/每平方英里）。此城市有149棟住宅，平均每平方公里有191.8棟住宅。此城市居民之種族有95.20%為白人；3.32%為非裔美洲人；1.48%為混血種族。而西班牙裔或拉丁裔美洲人佔此城市人口的1.11%。
此城市之戶籍數計有132戶。其中擁有18歲以下孩童的住戶佔22.7%；已婚夫婦且同居的住戶佔47.0%，無婚姻女性住戶佔6.8%；無家庭的住戶佔46.2%。獨居住戶佔全戶之45.5%，其中住戶為65歲或以上之獨居老人佔27.3%。住戶平均人數為2.05人，家庭平均人數則是2.93人。
此城市居民以年齡層分類來看，18歲以下者佔20.7%；18歲至24歲者佔4.8%；25歲至44歲者佔24.4%；45歲至64歲者佔24.7%；65歲或以上者則佔25.5%。此城市居民之年齡中位數為45歲。性別比方面，每100位女性所對應的男性數為86.9位，如只計算18歲或以上的居民，則是每100位女性所對應的男性數為90.3位。
此城市每戶平均收入為31,250美元，每個家庭平均收入為51,607美元。男性平均收入33,333美元；女性平均收入17,917美元。該城市人均收入為22,789美元。此城市約有11.0%的家庭、9.7%的居民低於貧窮門檻，其中未滿18歲者佔6.8%，65歲或以上者佔15.3%。

## 知名人物
- 大衛·弗洛伊德·蘭伯森（英语：David Floyd Lambertson）：美國外交官，前美國駐泰國大使（英语：United States Ambassador to Thailand）[10]
- 威廉·P·蘭伯森（英语：William P. Lambertson）：曾任美国众议院議員
- 伯納德·W·羅傑斯（英语：Bernard W. Rogers）：前歐洲盟軍最高統帥（北大西洋公约组织）

## 外部連結
城市
- City of Fairview （页面存档备份，存于）
- Fairview - Directory of Public Officials

學校
- USD 415 （页面存档备份，存于）, local school district

地圖
- Fairview City Map （页面存档备份，存于）, KDOT